# هيكتور جيرمان أويستيرهيلد
هيكتور جيرمان أويستيرهيلد (Héctor Germán Oesterheld) ويعرف عامة بالاختصار HGO (13 يوليو 1919 أختفي قسريا وتوفي سنة 1975) هو صحفي وكاتب روايات مصورة وكتب رسوم متحركة. أحرز شهادة الماستر في توجهه وأصبح واحدا من الفنانين الرواد هذا المجال في الأرجنتين.
من خلال قصصه المصورة، انتقد أويستيرهيلد مجموعة من الديكتاتوريات العسكرية التي أفسدت الدولة في عدة مجالات من سنة 1955 إلي 1983، فضلا عن جوانب مختلفة من الرأسمالية، الاستعمارية والإمبريالية، واختيار عناوين نقدية في قصصه الأولى بين 1950 وبدايات 1960، واتبع نهجا أكثر قوة ومباشر في عمله اللاحق، بعد قتل تشي جيفارا سنة 1967، من هنا فصاعدا: في 1968، كتب السيرة الذاتية لتشي جيفارا عبارة عن قصة مصورة، والتي حظرت بعد ذلك من الديكتاتورية الأرجنتينية التي كانت في ذلك الوقت.
أثناء عملية إعادة التنظيم الوطني، التحق هو وبناته إلى مونتونيروس وهي جماعة حرب عصابات يسارية بيرونية والتي عارضت المجلس العسكري. أكمل هيكتور في نشر أعمال في سرية ويخبأها في أماكن سرية، ولكن في نهاية المطاف اختطف واختفى. بناته أيضا اعتقلن واختطفن، أولاده أيضا. فقط زوجته إليزا تمكنت من الهروب من المصير المأساوي للأسرة.

## حياته
ولد أويستيرهيلد في بوينس آيرس من أب ألماني وأم باسكية. كانت دراساته المبكرة في الجيولوجيا، وقال من أجل المساهمة حدته ليصبح كاتب خيال علمي. بدأ مسيرته في الصحافة في بدايات 1940، ونشر أول عمل له في مجلة الصحافة (La Prensa)، انتقل إلى ناشرين أبريل، حيث بدأ حياته المهنية الواسعة ككاتب للقصص المصورة.
تزوج بعد ذلك إليزا سانشيز وأنجبوا أول ابنة، إستيلا سنة 1952، ديانا بعد سنة، بيتريز في 1955 ومارينا في 1957.
تعرف أويستيرهيلد على مجموعة من كتاب القصص المصورة الإيطاليين، من بينهم ماريو فوستينيلي، هوغو برات، إيفو بافون ودينو باتاغليا، وأسسوا مجموعة وأطلقوا على أنفسهم اسم مجموعة البندقية (Venice Group) والتي انتشرت عبر العالم.
في 1957، أويستيرهيلد وأخوه جورج أسسوا إديتوريال فرونتيرا. ونشروا مع بعض مختلف مجلات القصص المصورة، من بينهم هورا سيرو سيمانال (أسبوعية)، هورا سيرو مونسيال (شهرية)، فرونتيرا موسيال (شهرية).
في 1958 بدأ كتابة إل إتيرنو (بالإسبانية: El Eternauta)‏، يعتبر العمل الأكثر شعبية له. قام بالعمل الفني فرانسيسكو سولانو لوبيز، نشر في هورا سيرو في 106 حلقة أسبوعية، وحقق نجاحا ضخما.
أغلقت دار النشر ل5 سنوات بسبب مزيج من الأزمة الاقتصادية في الأرجنتين في 1960، المنافسة الأجنبية ونزوح فناني القصص المصورة الأرجنتنيين إلى أوروبا. ولكن أكمل أويستيرهيلد في الكتابة لمجلات أخريات مثل زيغ زاغ.
بطأ عمله اكتسب مزيد من التركيز السياسي. سيرة إرنيستو تشي جيفارا 1968، بعدها بسنة توفي تشي، حظرت السيرة وجميع النسخ. في 1970 كتب سيرة ذاتية لإيفا بيرون كتعويض لسيرة تشي. في 1973 نشر 450 سنة من الحرب ضد الإمبريالية أثناء الحكم العسكري ل1970. التحق أويستيرهيلد متبعا بناته الأربع، عصابة يسارية، مونتونيروس . في الجزء الثاني من إل إتيرنوتا (1976) واصفا فيه مستقبل الأرجنتين تحت الديكتاتورية.
في 1976، اختفى أويستيرهيلد. وسجل آخر حضور له في 1977 وأوائل 1978. اعتقدت عائلته أنه كان من بين عشرات الآلاف الذين اختطفوا وقتلوا من قبل الحكومة. في 1977، بناته، ديانا (21)، بيتريز (19)، إستيلا (25) ومارينا (18)، اعتقلوا من قبل القوات المسلحة الأرجنتينية في لابلاتا. لا أحد رآهم بعد ذلك، الكل اعتق أنهم قتلوا، أزواج بناته أيضا اختفوا.
شاركت إليزا بمظاهرات منظمة أمهات ميدان مايو. وأصبحت المتحدثة الرسمية لمنظمة جدات ميدان مايو، ودافعت لرجوع الأطفال إلى عائلاتهم.
عندما استسفر الصحفي الإيطالي ألبيرتو أوغارو عن اختفاء أويستيرهيلد في 1979، تلقى ردا مفاده: «أبعدناه لأنه كتب أجمل القصص لتشي جيفارا». ويذكر الصحفي الأرجنتيني جاكوبو تيميرمان في مذكرته الخاصة بأسره، سجين بدون اسم زنزانة بدون رسم (1981) أنه رأى أويستيرهيلد في 1977 في قاعة السجن. وفي تقرير للجنة الوطنية المعنية باختفاء الأشخاص التي نشرت نتائجها في 1984 بعنوان إبدأ مرة أخرى (Nunca Más)، وذكرت أنه تم رؤية أويستيرهيلد بين نوفمبر 1977 ويناير 1978، وقالت أنه كان في حالة بدنية رهيبة وفي مركز الاحتجاز السري، وقال السجناء أنه كان إسمه «شيراتون».

## أعماله
- إل إرنوتا (1969)
- بيردمان (1964)[4]
- رجل المستقبل (1964)[5]
- 450 سنة من الحرب ضد الإمبريالية (1973)
- نيكروداموس (1975)
- واتامي (1976)
- إل إرنوتا 2 (1976)